# Временная связь
«Временная связь» — короткометражный художественный фильм российского режиссёра Дмитрия Аболмасова.

## Сюжет
Герой фильма пытается дозвониться своей знакомой Нине, но, набирая номер, попадает к девочке, которую тоже зовут Нина. Её ответы кажутся ему странными, пока он не понимает, что каким-то необыкновенным образом разговаривает с ребёнком из Москвы 1942 года.

## В ролях
- Сергей Пускепалис — Вадим Николаевич
- Софья Лебедева — Нина
- Юрий Назаров — отец Вадима
- Наталия Кислицына — соседка

## Литературная основа
По мотивам рассказа Кира Булычёва «Можно попросить Нину?» (другое название — «Телефонный разговор», написан в 1970 году, опубликован в 1973 году). Разрешение на экранизацию было получено у вдовы Булычёва — Киры Алексеевны Сошинской.
Другие экранизации (короткометражки):
- «Можно попросить Нину?» (Россия, 2016), реж. Полина Беляева;
- «Дорогой Вадим Николаевич!» (Россия, 2014), реж. Владимир Уфимцев;
- «Разновидность контактов» (СССР, 1987), реж. Валерий Обогрелов;
- «Что-то с телефоном» (СССР, 1979), реж. Константин Осин.

## Факты
Премьера фильма состоялась 8 мая 2020 года и была приурочена к 75-летию Победы.
В июле 2022 года был представлен фильм-альманах «Хронос», состоящий из трёх новелл по рассказам Булычёва: «Временная связь», «Поломка на линии» и «Шум за стеной» (режиссёр двух последних — Роман Просвирнин).